# Аттерберг, Курт
Курт Магнус А́ттерберг (швед. Kurt Magnus Atterberg; 12 декабря 1887, Гётеборг — 15 февраля 1974, Стокгольм) — шведский композитор, дирижёр и музыкальный критик.

## Биография
Начал учиться музыке с освоения виолончели, однако систематическое образование получил как инженер и после окончания Королевского технологического института на протяжении большей части жизни (1912—1968) работал в Шведском управлении патентов и регистрации (с 1936 года — в должности начальника отдела). В 1908 году Аттерберг опубликовал своё первое сочинение, Рапсодию для фортепиано с оркестром, и лишь после этого в 1910—1911 гг. прошёл формальный курс композиции в Стокгольмской консерватории у Андреаса Халлена.
Тем не менее, творчество Аттерберга достаточно рано встретило признание. В 1919 году его скрипичный концерт был впервые исполнен Альмой Муди с Берлинским филармоническим оркестром под руководством Макса фон Шиллингса, а в 1922 в Германии состоялись премьеры его Третьей и Четвёртой симфоний. В 1924 году он стал одним из соучредителей Шведского общества композиторов, в 1926 был избран членом Шведской академии музыки (в 1940—1953 гг. он занимал пост её секретаря). В 1928 году Аттерберг добился наибольшего международного успеха: звукозаписывающая фирма Columbia к 100-летию смерти Франца Шуберта объявила конкурс на лучшую симфонию, вдохновлённую «Неоконченной симфонией» Шуберта, и Аттерберг стал его победителем со своей Шестой симфонией, выиграв денежный приз в 10 000 долларов (за симфонией закрепилось несколько ироническое прозвание «Долларовая симфония» (швед. Dollarsymfonin), а музыковед Иван Соллертинский, в рамках антибуржуазного обличения текущего состояния западной музыки, охарактеризовал её как эпигонскую).
Аттербергу принадлежат пять опер, три балета, театральная музыка (в том числе к таким пьесам, как «Сестра Беатриса», «Антоний и Клеопатра», «Буря»), девять симфоний, девять оркестровых сюит и многое другое.
Как дирижёр Аттерберг в 1916—1922 гг. возглавлял оркестр Королевского драматического театра в Стокгольме, в дальнейшем же дирижировал преимущественно собственными сочинениями. В 1919—1957 гг. он активно выступал как музыкальный критик в газете Stockholms-Tidningen. В 1938—1943 гг. был активным деятелем Шведско-немецкого общества.

## Симфоническое наследие
Подобно Шуберту, Бетховену, Брукнеру, Дворжаку и Малеру, Аттерберг как симфонист не смог преодолеть «заколдованный рубеж девятой симфонии». Его девять симфоний вошли в золотой фонд скандинавской музыки. Главной особенностью музыкального языка шведского композитора является его мелодичность, свойственная русским композиторам, на музыкальные традиции которых он во многом опирался. Определяя свои творческие ориентиры, Аттерберг говорил:
Русские композиторы, а также Брамс и Регер, — вот настоящие идеалы для меня.
В духе романтизма второй половины XIX века написаны Симфония № 1 (1910) и Симфония № 2 (1913). В Симфонии № 3 (1916), которая носит название «Картины западного побережья», Аттерберг, мастерски используя изобразительные возможности оркестра, рисует прекрасные ландшафты и пейзажи родины. Виртуозные партии флейты можно услышать в Симфонии № 4 «Piccola» (1918). Симфония № 5 (1922) полна драматического накала и трагизма. Симфония № 6 (1925) и Симфония № 7 «Романтическая» (1942) наиболее полно отражают мироощущение автора и являют собой пример авторского кредо композитора, для которого романтизм на протяжении всей жизни оставался творческим принципом. Симфония № 8 (1945) вновь полна трагизма и экспрессии и по духу близка Симфонии № 5. Авторским завещанием является Симфония № 9 — «Sinfonia visionaria», написанная для солистов, хора и оркестра.

## Основные произведения
- Симфония № 1 си минор, оп. 3 (1910)
- Симфония № 2 фа мажор, оп. 6 (1913)
- Симфония № 3 «Картины западного побережья» ре мажор, оп. 10 (1916)
- Симфония № 4 «Piccola» соль минор, оп. 14 (1918)
- Симфония № 5 «Трагическая» ре минор, оп. 20 (1922)
- Симфония № 6 до мажор, oп. 31 (1928)
- Симфония № 7 «Романтическая», оп. 45 (1942)
- Симфония № 8, оп. 48 (1945)
- Симфония № 9 «Visionaria», оп. 54
- Симфоническая поэма «Река», оп. 33
- Концерт для фортепиано с оркестром, оп. 37 (1935)
- Концерт для скрипки с оркестром, оп. 7 (1913)
- Концерт для виолончели с оркестром, оп. 21 (1922)
- Концерт для валторны с оркестром, оп. 28 (1926)
- Соната си минор, оп. 27 (1925)